# Premi Francesc Garriga de poesia
El Premi Francesc Garriga de poesia és un guardó de poesia per a poetes inèdits. Creat el 2016, es convoca anualment per les editorials LaBreu, Buc, AdiA i Cafè Central. L'obra guanyadora es publica en la col·lecció Francesc Garriga. El premi porta el nom del poeta sabadellenc Francesc Garriga.

## Premiats
- 2016: Guillem Gavaldà, per Fam bruta[1][2]
- 2017: Maria Isern, per Sostre de carn[1]
- 2018: Pol Guasch, per Tanta gana[1]
- 2019: desert[3]
- 2020: Joaquim Cano, per Tota flor sense cossiol[1][3]
- 2021: Raquel Pena, per La breu història dels Estats Units[4]
- 2022: Jèssica Ferrer Escandell, per Som aquí[5]
- 2023: Martí Berlanga, per Quadrupèdia
- 2024: Toni R. Juncosa, per El tel de l'elegia.[6]